# Annulohypoxylon stygium
Annulohypoxylon stygium är en svampart. Annulohypoxylon stygium ingår i släktet Annulohypoxylon och familjen kolkärnsvampar.

## Underarter
Arten delas in i följande underarter:
- stygium
- annulatum